# Mermessus tepejicanus
Mermessus tepejicanus là một loài nhện trong họ Linyphiidae.
Loài này thuộc chi Mermessus. Mermessus tepejicanus được Willis J. Gertsch & Michael Davis miêu tả năm 1937.